# Wołodymyr Ihnatenko
Wołodymyr Mykołajowycz Ihnatenko, ukr. Володимир Миколайович Ігнатенко, ros. Владимир Николаевич Игнатенко, Władimir Nikołajewicz Ignatienko (ur. 12 października 1949 w Konstantynówce, w obwodzie donieckim) – ukraiński piłkarz i trener piłkarski.

## Kariera piłkarska
W sezonie 1994/95 występował w drużynie Donbaskraft Kramatorsk.

## Kariera trenerska
Karierę szkoleniowca rozpoczął po zakończeniu kariery piłkarza. Najpierw pracował w Szkole Sportowej w Konstantynówce. Spośród jego wychowanków wiele znanych piłkarze, m.in. Jewhen Łewczenko, Dmytro Mołdowan, Wołodymyr Ałdoszyn. Trenował również lokalne zespoły amatorskie. W maju-czerwcu 2004 prowadził Nywę Winnica. Potem przez dłuższy czas pomagał Wiktorowi Hraczowu trenować Konti Konstantynówka. Po rozformowaniu Konti stał na czele drużyny piłkarskiej Konstanowskiego Profesjonalnego Liceum.